# Guvernoratul Keserwan-Jbeil
Keserwan-Jbeil (în arabă كسروان - جبيل) este cel mai recent creat guvernorat din Liban. Se compune din districte Jbeil și Keserwan. Keserwan-Jbeil acoperă o zonă de 722 km2 (279 mi2) și este mărginită de Guvernoratul Liban de Nord la nord, Guvernoratul Baalbek-Hermel la est, Guvernoratul Munții Liban la sud și Marea Mediterană la vest. Reședința sa este orașul Jounieh.
La sfârșitul anului 2017, populația combinată a districtelor Jbeil și Keserwan era estimată la 282.222 de locuitori. Maroniții cuprind o mare majoritate a populației din guvernorat, în timp ce șiiții sunt următorul grup confesional ca mărime. În alegerile generale libaneze din 2018, Jbeil și Keserwan au format circumscripția electorală Munții Libanului I care a primit opt locuri parlamentare în total, șapte maroniți și un șiit.
O propunere de separare a districtelor Jbeil și Keserwan de guvernoratul Munții Liban a fost prezentată pentru prima dată Parlamentului în 2003. Noul guvernorat a fost înființat în cele din urmă prin legea 52 din 7 septembrie 2017. Implementarea guvernoratului a început în 2020, odată cu numirea primului său guvernator, Pauline Deeb.
Jabal Moussa Biosphere Reserve este situată în guvernorat.